# Асано, Такума
Такума Асано (яп. 浅野 拓磨; род. 10 ноября 1994, Комоно, Миэ, Япония) — японский футболист, нападающий клуба «Мальорка» и национальной сборной Японии.

## Карьера

### Клубная карьера
Начинал играть в футбол в родном городе в клубе «Перна СК» и средней школе Хаппу. С 2010 года выступал за Центральную техническую высшую школу Ёккаити из префектуры Миэ.
В 2013 году, в возрасте 18 лет, присоединился к профессиональному клубу «Санфречче Хиросима», выступавшему в Джей-лиге. Свой первый матч на высшем уровне сыграл 14 сентября 2013 года против «Кавасаки Фронтале», заменив на 82-й минуте Кадзухико Тиба. В своём первом сезоне Асано сыграл лишь один матч в чемпионате Японии, а его клуб выиграл чемпионский титул, также сыграл четыре матча в Кубке Императора, в котором «Санфречче Хиросима» стал финалистом (в том числе принимал участие в финальном матче против «Иокогама Ф. Маринос»). В феврале 2014 года стал обладателем Суперкубка Японии, в игре с «Иокогама Ф. Маринос» вышел на замену на 59-й минуте, а спустя шесть минут забил второй гол своей команды, «Санфречче Хиросима» одержал победу 2:0.
В 2015 году форвард стал игроком основного состава клуба, сыграл в сезоне 34 матча, забил 9 голов и помог команде выиграть очередной чемпионский титул. Также в этом сезоне Асано был признан лучшим новичком года в Джей-лиге.
3 июля 2016 года перешёл в лондонский «Арсенал», стал вторым новичком «канониров» в межсезонье после Гранита Джаки. В августе того же года Такума, не сыграв за «Арсенал» ни одного матча, перешёл в немецкий «Штутгарт» на правах годичной аренды. В июне 2017 года «Штутгарт» продлил аренду Асано ещё на один сезон.
23 мая 2018 года «Арсенал» отдал Асано в годичную аренду на следующий сезон в «Ганновер».
В августе 2019 года перешёл в белградский «Партизан», подписав трёхлетний контракт.
23 июня 2021 года подписал трёхлетний контракт с «Бохумом».

### Карьера в сборной
В составе сборной Японии среди игроков до 23 лет принимал участие в турнире в Тулоне 2016 года, где сыграл три матча и забил один гол. Также участвовал в молодёжном чемпионате Азии 2016 года, на котором японцы стали чемпионами, сыграл пять матчей и забил два гола — сделал дубль в финальном матче против Южной Кореи и помог команде Японии одержать волевую победу 3:2.
В национальную сборную Японии впервые вызван в мае 2015 года на тренировочный сбор тренером Вахидом Халилходжичем. Дебютировал в национальной команде 2 августа 2015 года в матче чемпионата Восточной Азии против Северной Кореи, вышел на замену на 84-й минуте вместо Кэнсукэ Нагаи. 3 июня 2016 года в игре «Кубка Кирина» против Болгарии (7:2) забил свой первый гол за сборную, отличился с пенальти на 87-й минуте.
Был включён в состав сборной на чемпионат мира 2022 в Катаре.
Был включён в состав сборной на Кубок Азии 2023 в Катаре.

## Достижения
- Чемпион Японии: 2013, 2015
- Обладатель Суперкубка Японии: 2014, 2016
- Финалист Кубка Японии: 2013
- Финалист Кубка Джей-лиги: 2014
- Победитель молодёжного чемпионата Азии: 2016